# Japan (manga)
Pour les articles homonymes, voir Japan.
Japan (ジャパン) est un manga de type seinen dessiné par Kentarō Miura, l'auteur de Berserk, sur un scénario de Buronson.
Il est paru en 1992 au Japon et a été publié par Glénat en septembre 2008.

## Synopsis
L'aventure débute en plein été 1992 à Barcelone, où se déroulent les jeux Olympiques. Un chef Yakuza, Katsuji Yashima, débarque dans la ville avec son acolyte, Akira, pour retrouver une belle journaliste, Yuka Katsuragi, qui avait fait un reportage sur lui et dont, à cette occasion, il était tombé fou amoureux. Tandis que celle-ci s'inquiète de l'avenir de son pays avec quelques étudiants japonais, un seisme les projette dans des ruines où une vieille femme les met en garde avant de les envoyer… dans le futur. Un futur dans lequel leur pays n'existe plus…